# (18824) Graves
(18824) Graves (1999 NF23) – planetoida z pasa głównego asteroid okrążająca Słońce w ciągu 3,69 lat w średniej odległości 2,39 j.a. Odkryta 14 lipca 1999 roku.